# Messier 83
Messier 83, manchmal auch südliche Feuerradgalaxie genannt, ist eine Spiralgalaxie im Sternbild Wasserschlange an der Grenze zur Jungfrau. Sie kann auf der Nordhalbkugel abends nur im Frühjahr beobachtet werden.
Obwohl es sich bei M83 mit einer scheinbaren Helligkeit von 7,5 mag um eine recht helle Galaxie handelt, ist sie von Mitteleuropa aus schwierig zu beobachten, da sie nur 10–15° über dem Horizont steht. Von südlichen Breiten aus beobachtet ist sie eine der hellsten Spiralgalaxien am Nachthimmel.
Die Galaxie ist etwa 17 Millionen Lichtjahre entfernt und namensgebend für die M83-Gruppe, eine der Lokalen Gruppe benachbarte Galaxiengruppe, die auch die helle Galaxie Centaurus A enthält.
Die Galaxie wurde 1751 von Nicolas Louis de Lacaille entdeckt.

## Erscheinungsbild
M 83 erscheint bereits im Prismenfernglas als runder nebliger Fleck. In einem größeren  Teleskop werden die Balkenstruktur und Spiralarme sichtbar.
Wissenschaftliche Beobachtungen in mehreren Spektralbereichen zeigen verschiedene Strukturen.

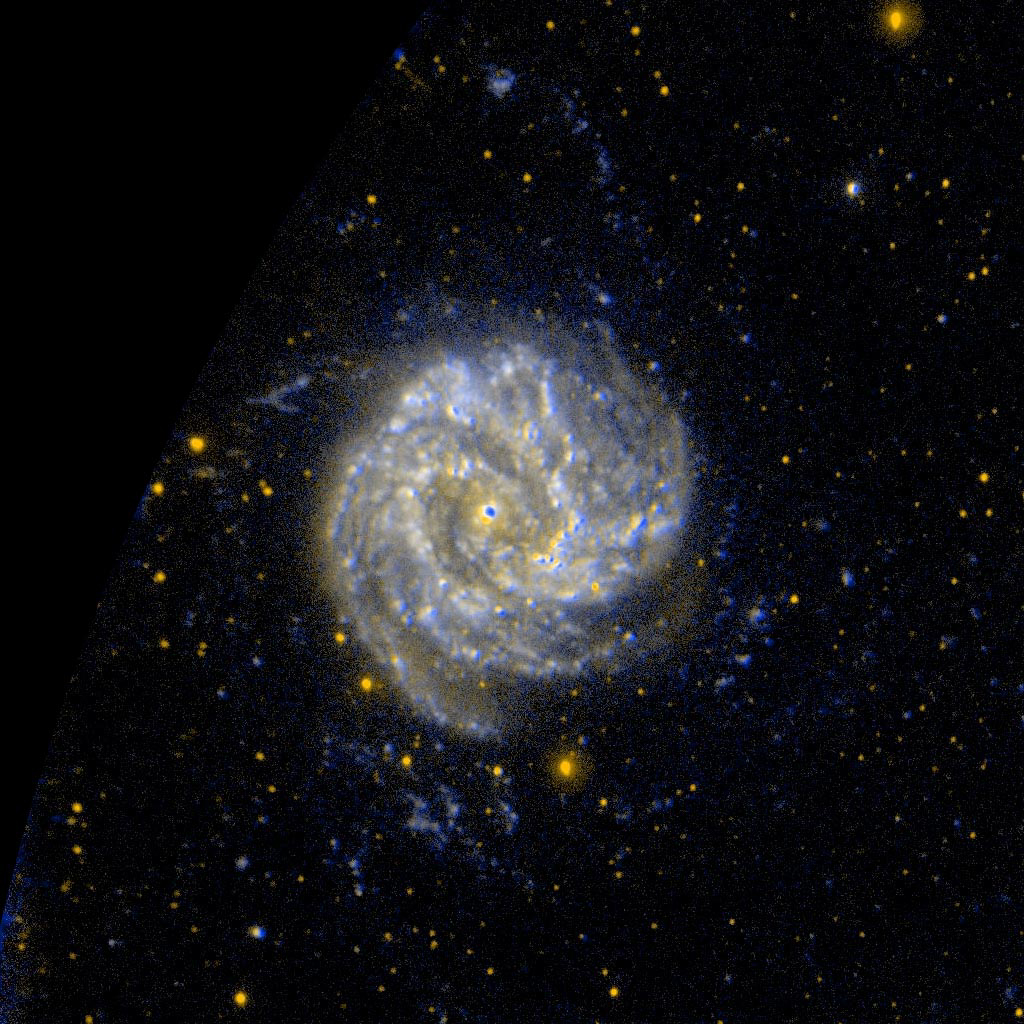
Aufnahme im Ultraviolett-Soektrum durch das Weltraumobservatorium GALEX
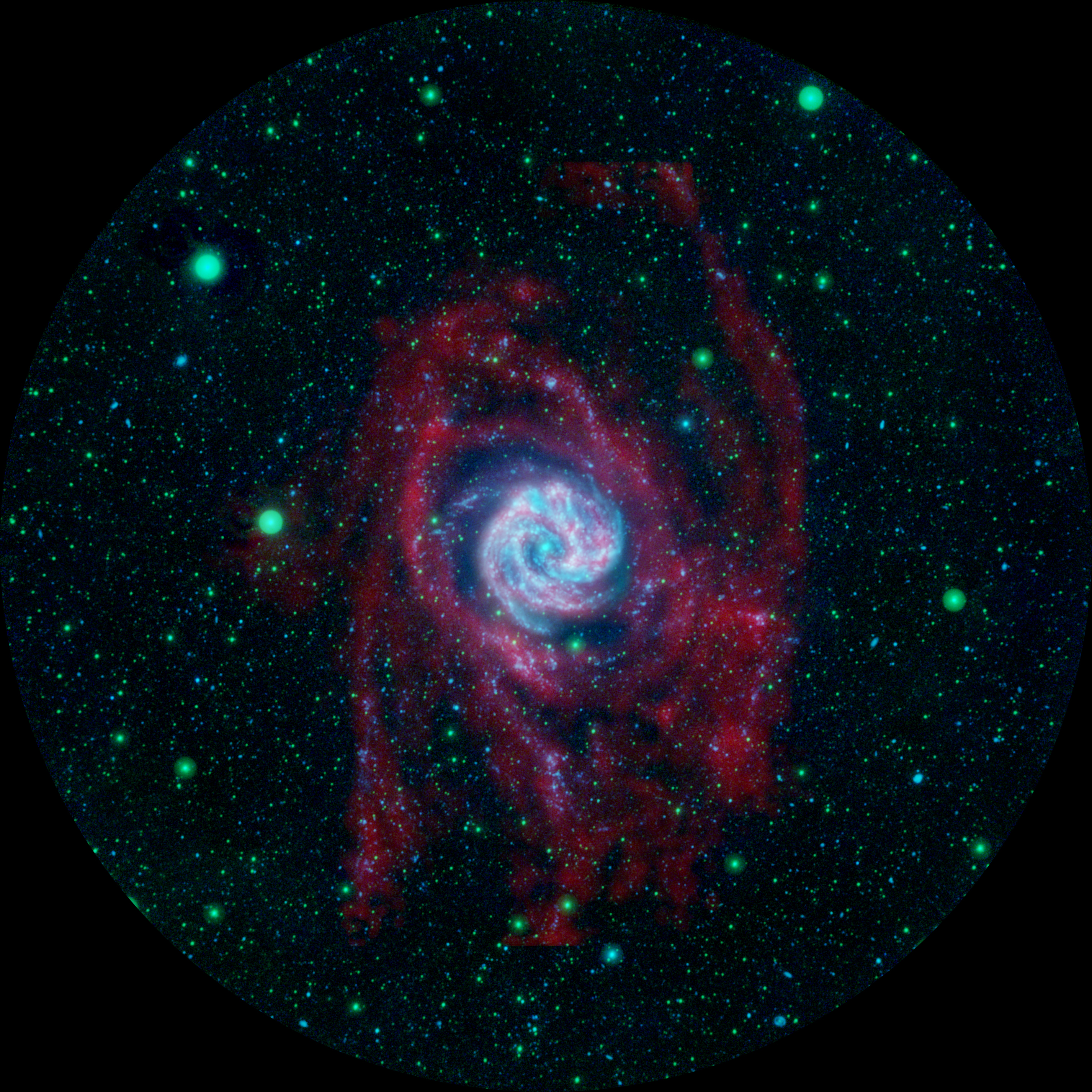
Überlagerte Panoramaaufnahme im UV durch GALEX (blau, grün) und im 21 cm-Band durch das Very Large Array (rot), das Ansammlungen neutralen Wasserstoffs zeigt.
Detaillierte Aufnahme des inneren Bereichs durch das Hubble-Weltraumteleskop
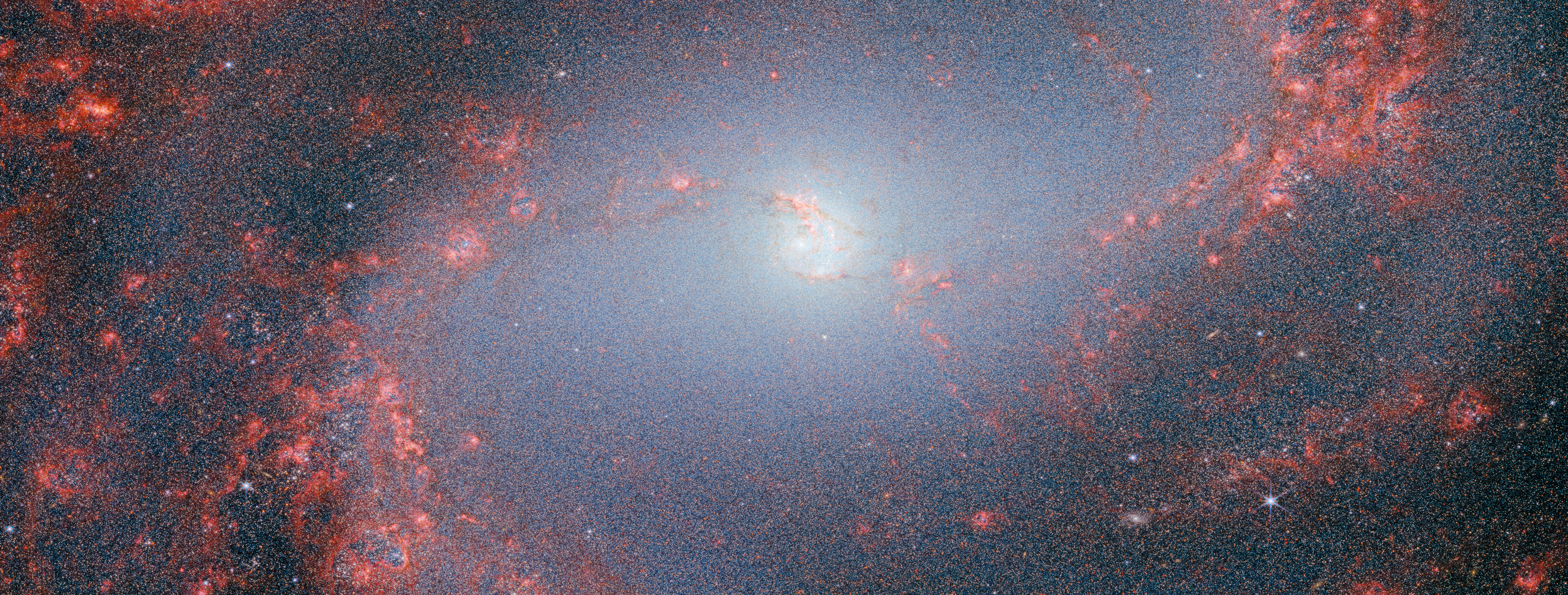
Infrarotaufnahme des Zentrums mithilfe des James Webb-Weltraumteleskops. Im nahen Infrarot (bläulich wiedergegeben) sind eine Vielzahl von Sternen zu erkennen, …
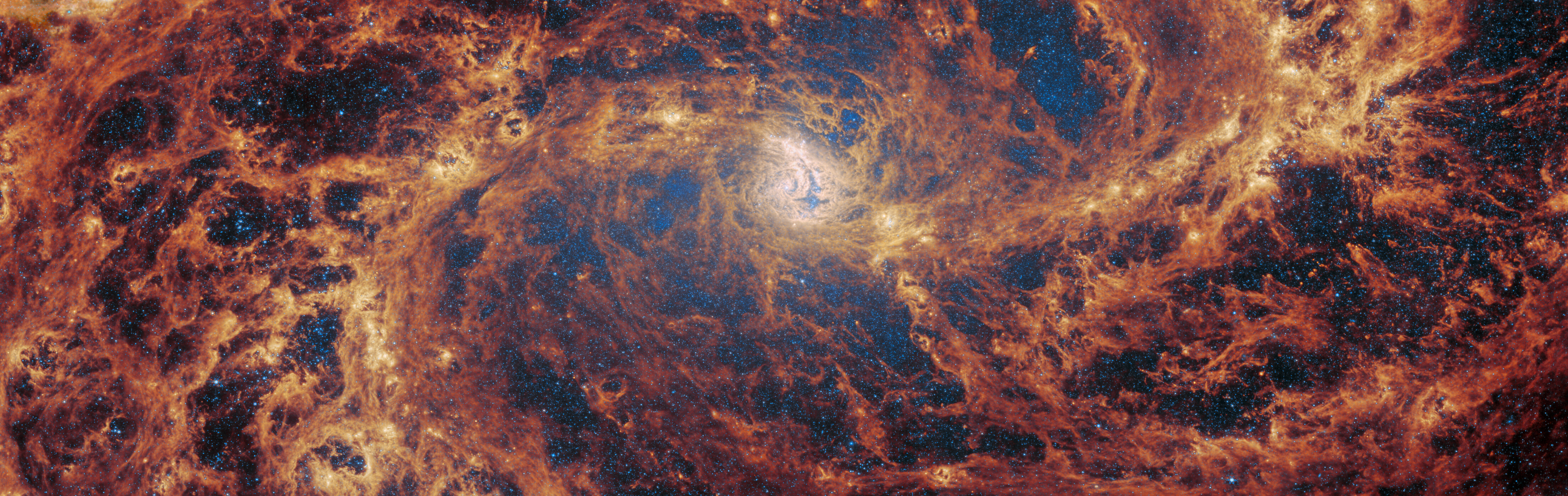
… der Auszug im mittleren Infrarot zeigt die Verteilung von Staub in Messier 83.

## Supernova SN 1968L
Am 16. Juli 1968 entdeckte der südafrikanische Amateurastronom John Caister Bennett bei seiner Suche nach Kometen durch Zufall ein ungewöhnliches Aussehen des Zentrums der Galaxie M83. Dies wurde kurz darauf von Berufsastronomen als Supernova erkannt. Es handelte sich um die erste visuelle Entdeckung einer Supernova seit der Erfindung des Teleskops.

## NGC 5236-Gruppe (LGG 355)
| Galaxie   | Alternativname | Entfernung/Mio. Lj |
| --------- | -------------- | ------------------ |
| NGC 5264  | PGC 48467      | 16                 |
| NGC 5236  | PGC 48082      | 17                 |
| IC 4316   | PGC 48368      | 20                 |
| PGC 48029 | ESO 444-078    | 20                 |